# Alonso Zapata
Alonso Zapata  Ramirez est un joueur d'échecs colombien né le 28 août 1958.

## Carrière aux échecs
Zapata a été champion d'échecs de Colombie à 6 reprises, en 1980, 1981, 1995, 1996, 2000 et 2002.
Il a terminé à la seconde place au 16e Championnat du monde d'échecs junior à Innsbruck en 1977, derrière Arthur Youssoupov.
Zapata a obtenu la norme de Maître international en 1980, atteignant une performance Elo de 2 450 et le titre de Grand maître international après avoir dépassé les 2500 points Elo en 1984.
En 1988, Zapata a battu le futur champion du monde Viswanathan Anand en seulement six coups.
En 2014, peu après avoir déménagé à Atlanta, Zapata a remporté le Southeast Open avec un score de 4,5 / 5.

## Olympiades
Il a représenté son pays lors des olympiades d'échecs de 1978 à 1992, de 1996 à 1998 et en 2002 et 2012.